# Église Saint-Symphorien d'Haimps
L'église Saint-Symphorien est une église catholique située à Haimps, dans le département de la Charente-Maritime, dans la région Nouvelle-Aquitaine.  

## Localisation
L'église est située dans le département français de la Charente-Maritime, sur la commune d'Haimps.

## Historique
La construction d'origine est du XIIe siècle mais les destructions dues à l'occupation anglaise expliquent les destructions puis les reconstructions au cours du XVe siècle.

## Description
Elle est sur un plan en croix latine et comprend une nef avec un clocher de style roman, le chevet a été réédifié au XVe siècle.
Le portail occidental est à deux voussures ayant un étage à trois arcatures posées sur des colonnettes, l'arcature centrale une fenêtre d'axe, puis est coiffé d'un mur pignon. Elle a un chevet plat qui possède une baie gothique flamboyant. La façade nord est percée de fenêtres du XIIe siècle richement ornées. Le clocher carré est à un étage orné, sur chacune de ses faces, de deux fenêtres en plein cintre avec colonnettes. Des traces de fresques sont visibles dans l'absidiole nord.

## Protection
L'église Saint-Symphorien est classée au titre des monuments historiques en 1983.

## Galerie de photos

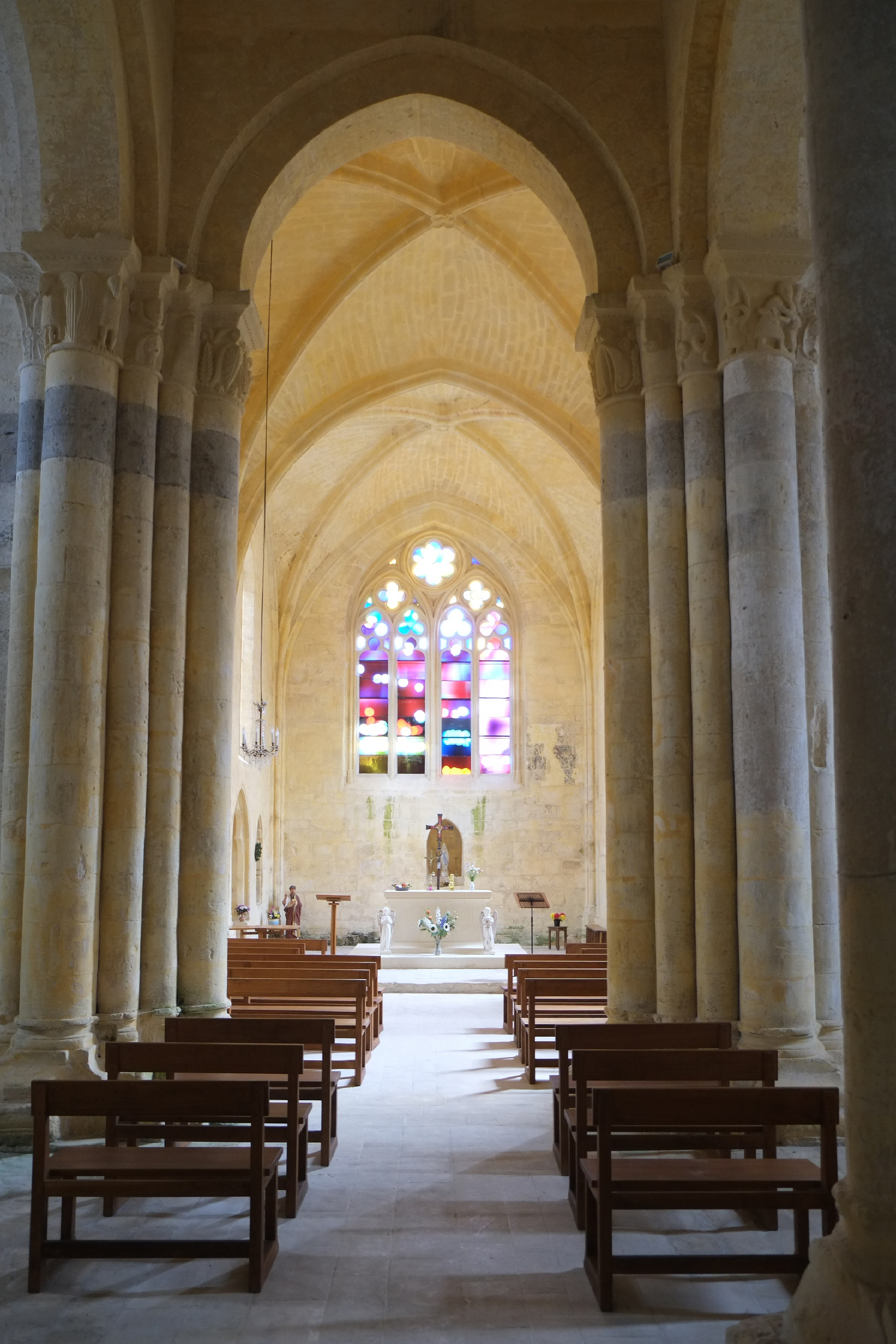
La nef.
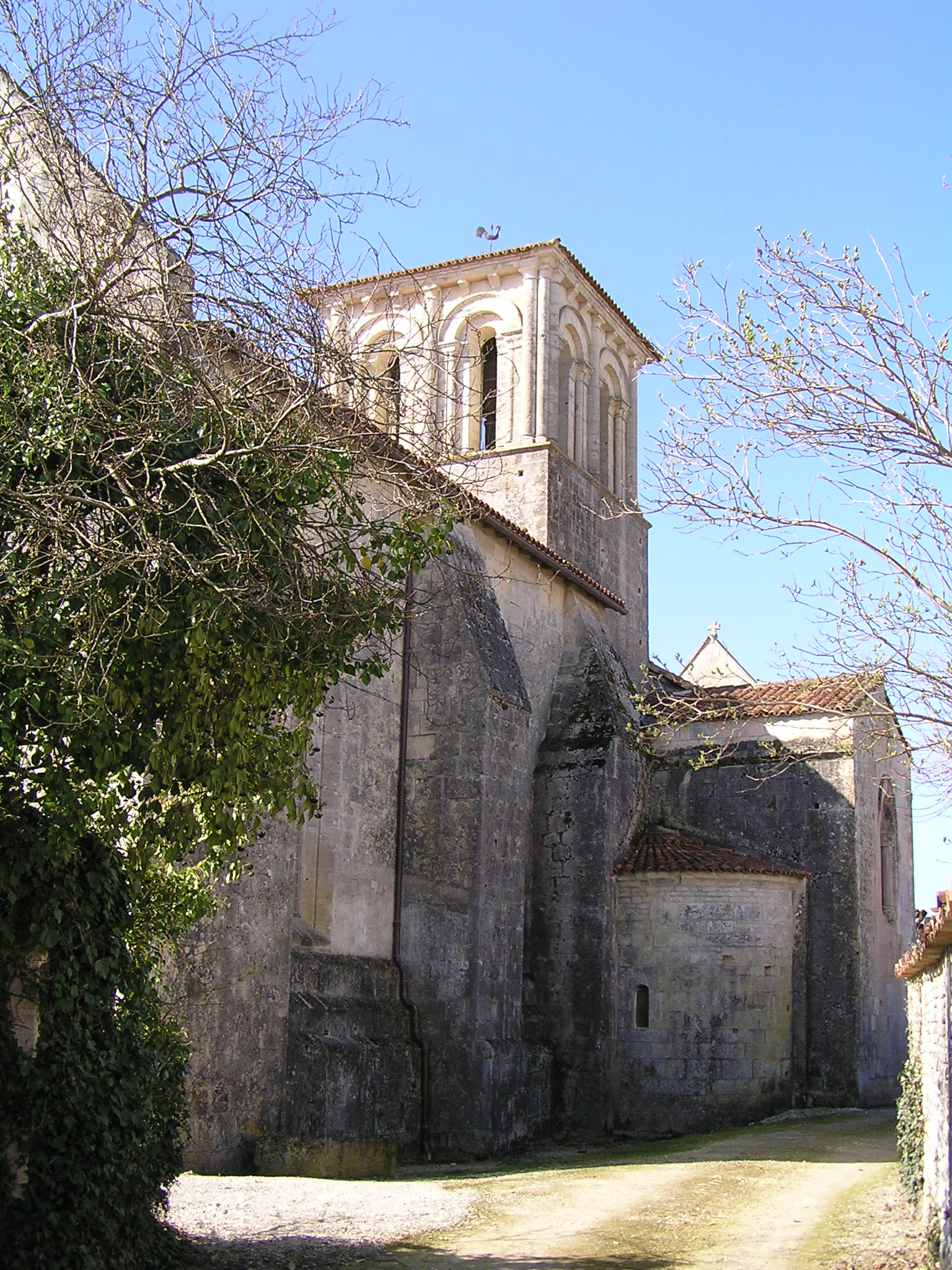
Le clocher roman.
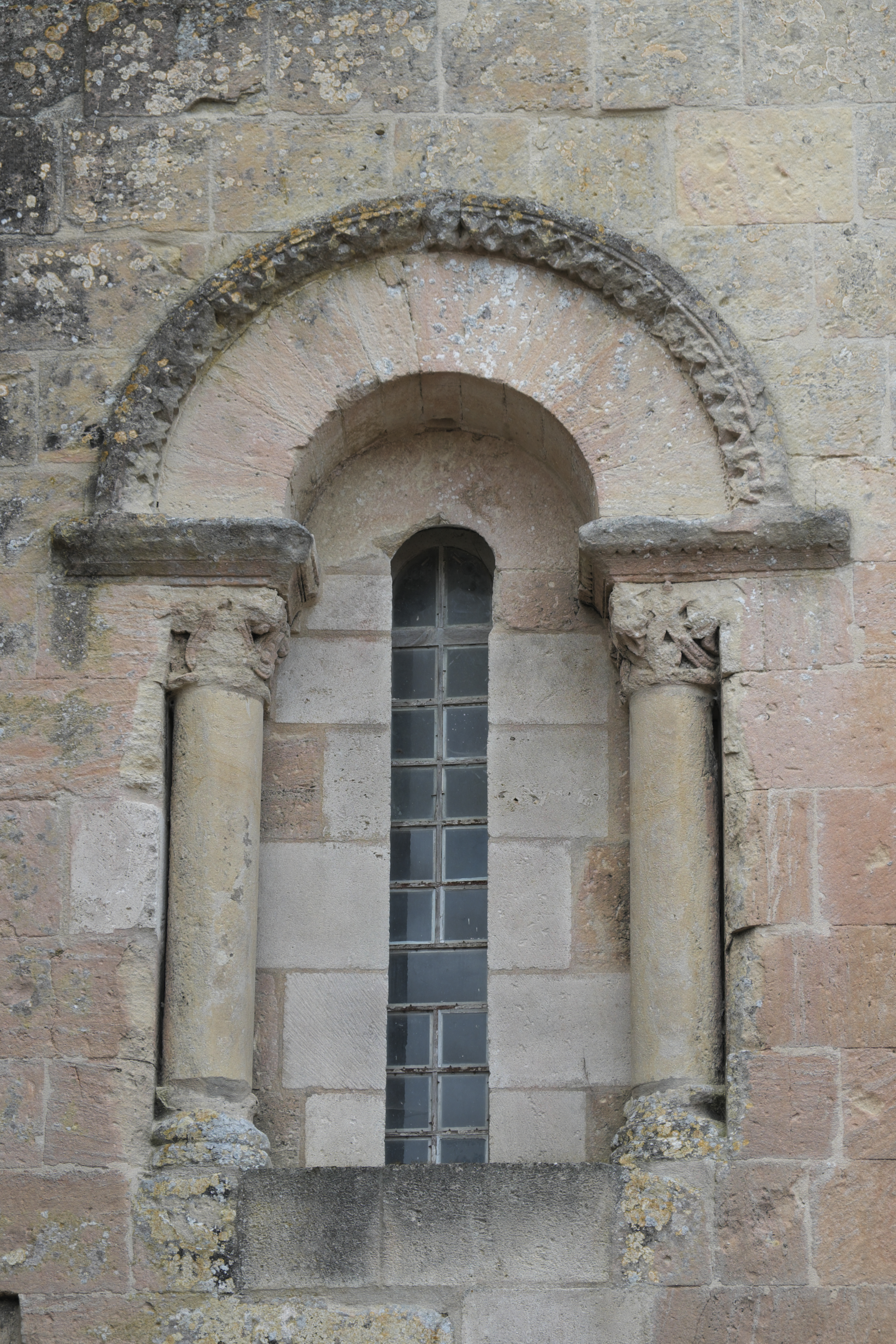
fenêtre romane.